# 徐逵之
徐逵之（4世紀—415年），東海郯人，東晉秘書監徐欽之之子，南朝宋司徒徐羨之侄。晉末權臣劉裕女婿，在參與攻打司馬休之時戰死。

## 生平
徐逵之娶了劉裕的長女，會稽公主劉興弟為妻。任振威將軍，彭城、沛二郡太守。義熙十一年（415年），劉裕進攻平西將軍、荊州刺史司馬休之，當時劉裕的兒子們年紀還小，所以想對徐逵之這位女婿委以重任，為讓他先立功勳，遂命徐逵之將兵一萬為前鋒，配以精良裝備，偕參軍蒯恩、王允之、沈淵子等進攻，打算攻下荊州後就讓逵之當荊州刺史。大軍出江夏口（江水、夏水合口處，今湖北監利西），與竟陵太守魯軌在破塚（今湖北江陵東南）交戰，但為魯軌所敗，徐逵之、王允之、沈淵子都陣亡，僅蒯恩抵住了魯軌的進攻。劉裕及後得知逵之戰死顯得十分憤怒，命其府內直督護丁旿收其屍體並加以殯葬。
同年劉裕消滅了司馬休之勢力，司馬休之、魯軌等出逃後秦，追贈徐逵之中書侍郎。